# Штаммхайм (тюрьма)
Тюрьма Штаммхайм — крупнейшее из 17 исправительных учреждений с 19 филиалами в тюремной системе земли Баден-Вюртемберг. Расположена в штутгартском районе Штаммхайм, самом северном районе столицы земли Баден-Вюртемберг. Получила известность в 1970-х годах из-за судебных процессов над Фракцией Красной Армии и заключения ее ведущих членов в крыле строгого режима. Была спроектирована как учреждение строгого и сверхстрогого режима. Введена в эксплуатацию в сентябре 1963 года.  

## История
Исправительное учреждение Штутгарт-Штаммхайм было спроектировано как современная, экономически эффективная и, прежде всего, безопасная следственная тюрьма. Пресса отмечала тюрьму Штутгарт-Штаммхайм за ее «яркие и функционально обставленные» камеры, эффективность и особенно безопасность тюрьмы, которая отличалась метровыми стенами, колючей проволокой, камерами, датчиками движения и современной системой запирания. Хотя изначально Штаммхайм планировался как следственная тюрьма, его репутация как безопасного учреждения на юго-западе привела к переводу туда все большего числа проблемных заключенных.

## Заключенные Фракции Красной Армии 1974–77
В 1974 году тюрьма получила известность   благодаря заключению в ней ведущих членов террористической организации «Фракция Красной Армии» (нем. Rote Armee Fraktion, RAF). В 1975 году рядом с территорией тюрьмы было построено новое  здание специально для проведения судебных процессов над ведущими членами RAF  — т.н. крепость против террора. Чтобы предотвратить любые попытки спасения с помощью вертолета,   двор был перекрыт стальной сеткой. Расходы на строительство пристройки составили 12 миллионов немецких марок.
С января 1977 года там содержались до суда ведущие члены RAF: Андреас Баадер, Ульрике Майнхоф, Ян-Карл Распе и Гудрун Энслин, а также Ирмгард Мёллер. Вопреки обычным тюремным правилам, заключенные RAF, как женщины, так и мужчины, размещались на одном этаже, но в отдельных камерах. Во время «свободного часа» заключенные RAF имели возможность пользоваться общим тюремным двором. Им также разрешалось пользоваться проигрывателями пластинок, радиоприемниками и иногда телевизорами, а также им выдавались сотни журналов и книг. Несмотря на сравнительно более легкие условия содержания, им удалось, в том числе с помощью голодовки, создать у общественности впечатление, что их изолируют и пытают. Они представили себя жертвами системы правосудия и добились широкой волны солидарности. Сторонники RAF провели демонстрацию против пыток в одиночных камерах и принудительного кормления. Вместо того чтобы разрешить независимую отчетность об условиях содержания в тюрьмах, система правосудия продолжала изолировать террористов RAF, тем самым пропагандируя миф о пытках в одиночных камерах.

### Судебные процессы над членами RAF (1975–77)
Во время судебных процессов Ульрика Майнхоф была найдена мертвой в своей камере на седьмом этаже. Она покончила жизнь самоубийством, повесившись 9 мая 1976 года. Адвокаты и сторонники RAF говорили об убийстве.  Во время террористических актов осенью 1977 года в Германии на несколько недель был введен официальный запрет на контакты, что стало возможным благодаря специально принятому «Закону о запрете контактов» (Kontaktsperregesetz). На этом этапе заключенные члены RAF были изолированы. Администрация тюрьмы пыталась помешать общению между заключенными, но, как оказалось, безуспешно. Манипулируя электрическими линиями тюрьмы, заключенные могли общаться друг с другом. Позже стало известно, что Ян-Карл Распе использовал бывшую тюремную радиосеть, что позволяло заключенным незаметно общаться во время запрета на контакты.

### Ночь смерти в Штаммхайме
Во время судебных процессов члены фракции Красной Армии пронесли в тюрьму три пистолета и более фунта взрывчатки Один из пистолетов был спрятан в наставлении по литургии.  
18 октября 1977 года около 0:40 по центральноевропейскому времени (CET) Распе услышал по радио Deutschlandfunk сообщение об успешном спасении заложников из захваченного авиалайнера Lufthansa Landshut и передал эту информацию другим заключенным по внутренней связи. В ту же ночь Андреас Баадер, Гудрун Энслин и Ян-Карл Распе предположительно покончили с собой в крыле строгого режима; это событие стало известно как «Ночь смерти в Штаммхайме». Сообщалось, что Баадер и Распе застрелились, а Энслин повесился. Четвертая участница, Ирмгард Мёллер, предположительно, нанесла себе несколько ударов в грудь украденным столовым ножом. Она пережила попытку самоубийства и с тех пор заявила, что эти смерти были не самоубийствами, а внесудебными казнями, совершенными тогдашним правительством Западной Германии, что решительно отрицалось как бывшим, так и нынешним правительством Германии.
Гибель заключенных вошла в число событий, известных под общим названием «Немецкая осень», включавших серию террористических атак и ответных мер западногерманского правительства.

## Реструктуризация и расширение (2005–17)
В августе 2007 года власти Баден-Вюртемберга объявили о планах сноса части тюрьмы Штаммхайм.  В период с 2007 по 2017 год было построено еще пять зданий, соединенных с участком, построенным в 2005 году. В общей сложности в пристройках могут разместиться до 559 заключенных. Два первоначальных здания были отремонтированы в 2019 году, чтобы вместить в общей сложности более 800 заключенных.

## Галерея

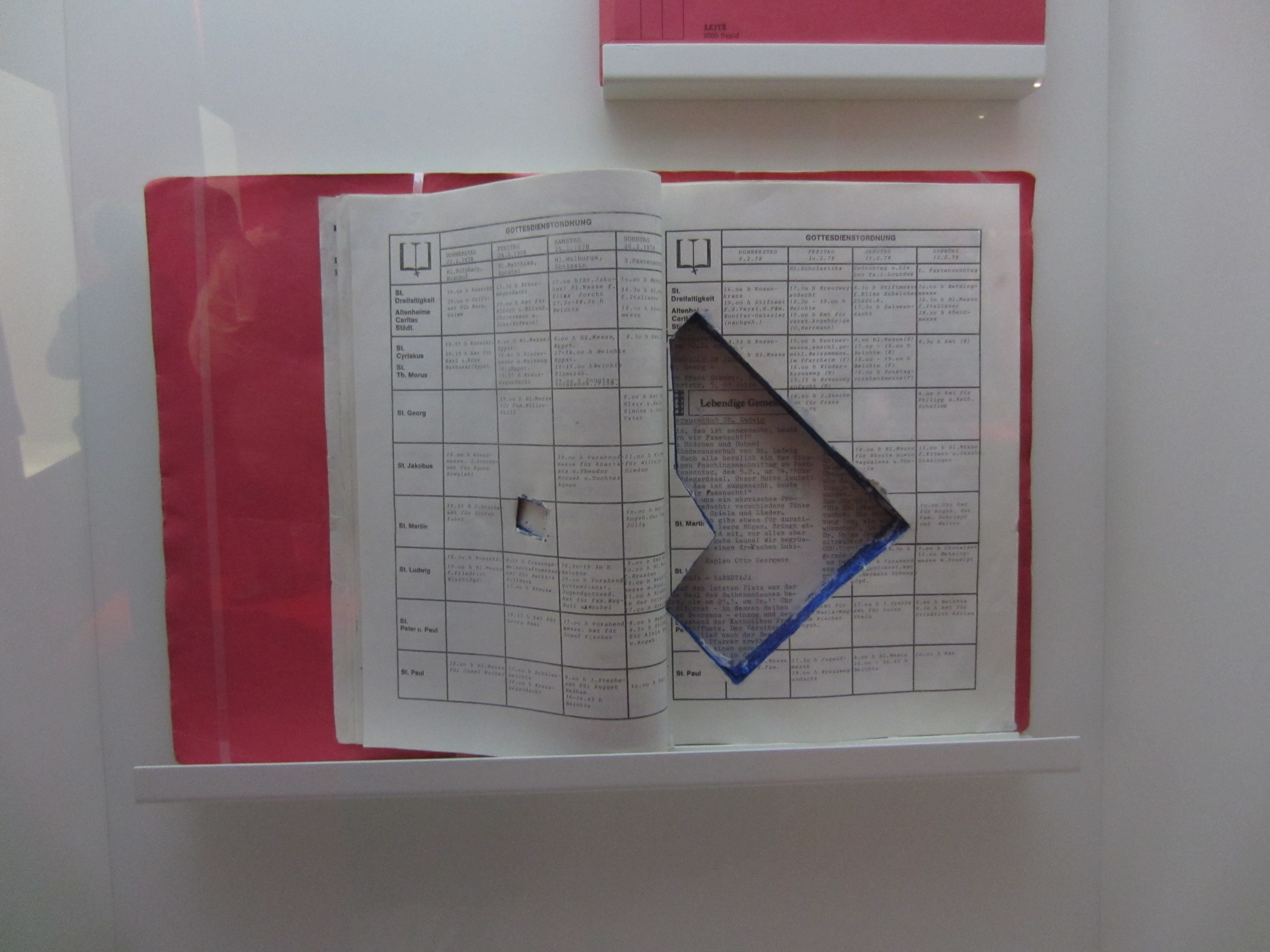
Пособие по литургии, которое RAF использовала для передачи пистолета.
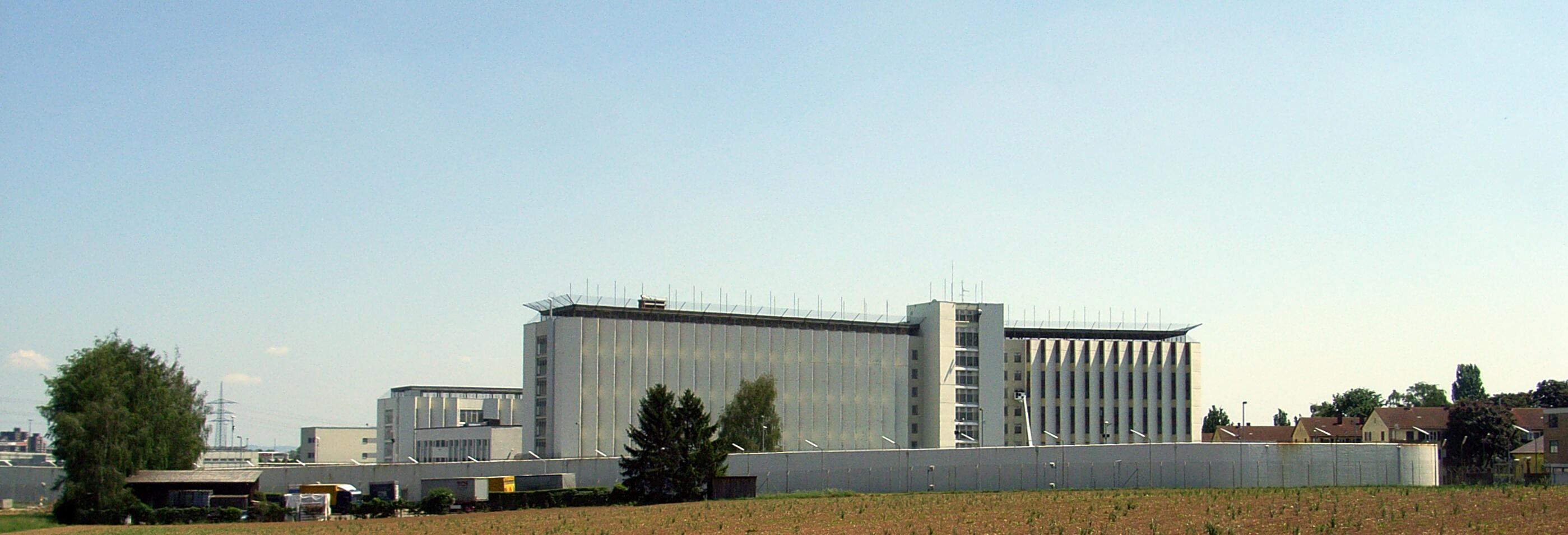
Вид на тюрьму Штутгарт-Штаммхайм с восточной стороны, 2007 г.